# Lothlann
Lothlann is een fictieve plaats uit de Silmarillion van J.R.R. Tolkien.
Lothlann was een grote open vlakte in het noordoosten van Beleriand gelegen boven de Mark van Maedhros. Nadat de zee Beleriand overspoelde na de verwoestende oorlogen tussen de Valar en Morgoth verdween ook Lothlann.